# Besser lesen
besser lesen ist die Literatursendung im SWR Fernsehen, die ausschließlich Sachbücher behandelt. Walter Janson stellt im Gespräch mit den Autoren jeweils zwei Neuerscheinungen vor. Sendezeit ist Freitag um Mitternacht. Die Sendung dauert 30 Minuten und wird im Format 16:9 ausgestrahlt.